# 克劳斯·奥胡贝尔
克劳斯·奥胡贝尔（德語：Klaus Auhuber，1951年10月18日—），德国男子冰球运动员。他曾代表西德参加1976年和1980年冬季奥林匹克运动会冰球比赛，其中1976年冬奥会获得一枚铜牌。